# Òscar Tusquets Blanca
Òscar Tusquets Blanca   (Barcelona, 14 de juny de 1941), també conegut com a Òscar Tusquets i Guillèn, és un arquitecte català.

## Família
Òscar Tusquets és germà de l'escriptora Esther Tusquets, nebot de Joan Tusquets i oncle de Milena Busquets. Alhora, és nebot valencià de Carles Tusquets i de Francesc Tusquets.
Va estar casat amb Beatriz de Moura. Avui és marit de l'escriptora Eva Blanch.

## Biografia
Va estudiar al Col·legi Alemany de Barcelona, a l'Escola de la Llotja i a l'Escola Tècnica Superior d'Arquitectura de Barcelona, on es va graduar el 1965. Va treballar a l'estudi de Federico Correa i Alfons Milà i Sagnier, i el 1964 va fundar Studio PER (1964), amb Josep Bonet i Bertran, Cristian Cirici i Alomar i Lluís Clotet i Ballús, amb qui va col·laborar fins al 1984. Durant la dècada del 1990 ha treballat en col·laboració amb la promotora Núñez i Navarro. També es va dedicar al disseny industrial i gràfic (dissenyava les col·leccions de Tusquets Editors). Concep el disseny com una tasca creativa i inserida dins del marc cultural corresponent. També ha conreat la pintura i fins i tot la literatura.
És membre de la Fundació de la Universitat Politècnica de Catalunya. Ha rebut nombroses vegades el Delta d'or del FAD. Entre els premis que ha rebut cal destacar la Creu de Sant Jordi de la Generalitat de Catalunya (1987), el Premi Nacional de Disseny del Ministeri d'Economia d'Espanya (1988) i la Medalla d'Or del mèrit en belles arts pel Ministeri de Cultura d'Espanya (1997).
El 2022 la Fundació Vila Casas li va dedicar una exposició monogràfica.

## Obra

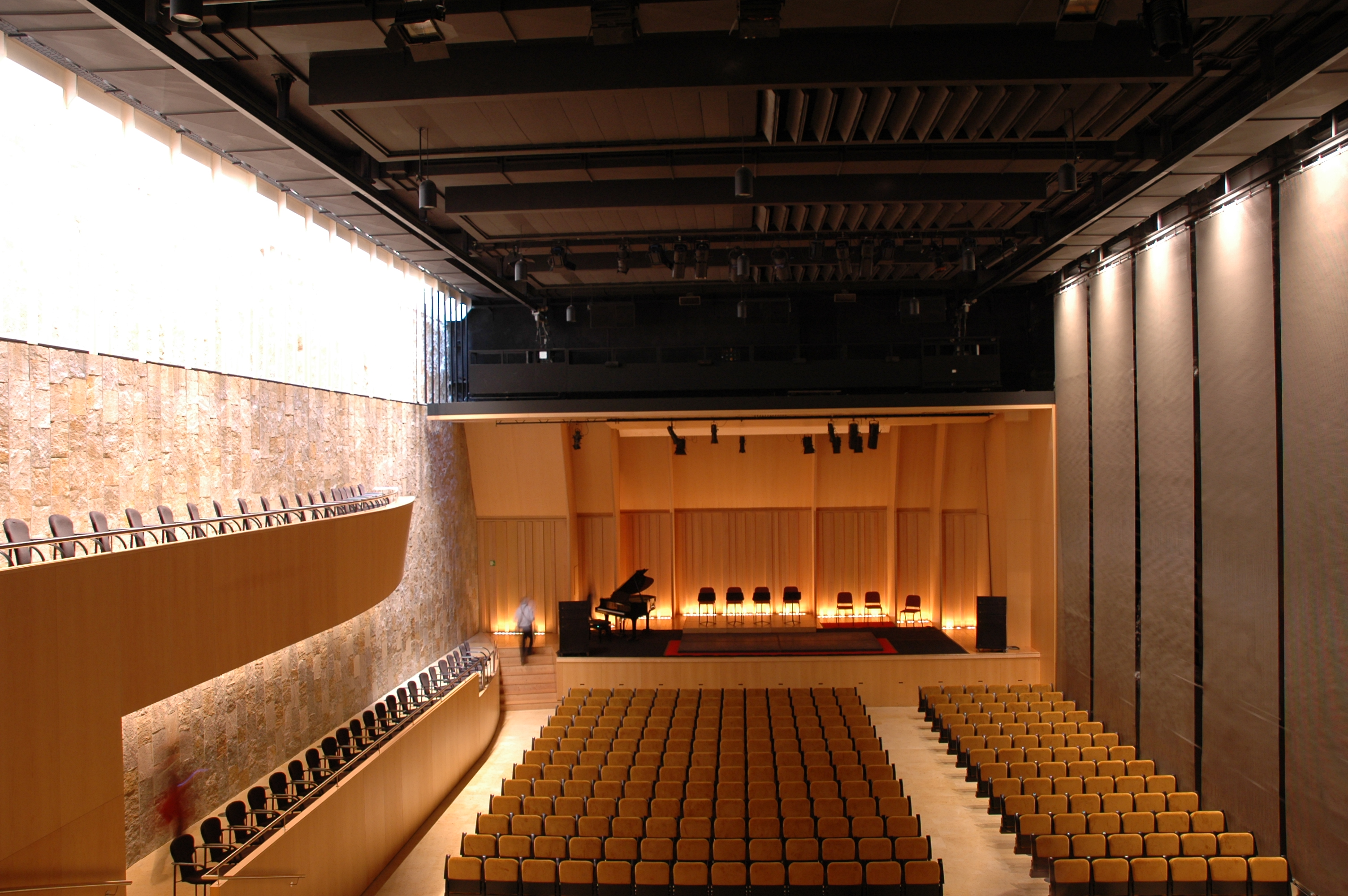
El Petit Palau, projectat per Oscar Tusquets

Ha participat en l'ampliació de la facultat de medicina de Barcelona (1980, primer premi), el remodelatge del Palau de la Música Catalana (1982), la nova seu del Banc d'Espanya a Girona (1981-1983), les Caves Chandon a Sant Cugat Sesgarrigues (1987-1990), l'hotel Princess Barcelona (2000-2004) i la Torre Copisa, a la Gran Via de l'Hospitalet de Llobregat (2007). És l'autor de l'escultura “Homenatge a Salvador Dalí” instal·lada a l'entrada de Figueres (2001) i del disseny del Banco Catalano.
Projectes urbanístics
- Del Liceu al Seminari, 1980-81
- Àrea del Convent dels Àngels, 1983
- Avinguda de la Catedral, 1986
- Vila Olímpica (Barcelona), 1988-92

Llibres
- Más que discutible (1994)
- Todo es comparable (1998)
- Dios lo ve (2000)
- Dalí y otros amigos (2003)
- Contra la desnudez (2007)